# Lès
Pour les articles ayant des titres homophones, voir Lai, Laid, Lait, Lay et Les.

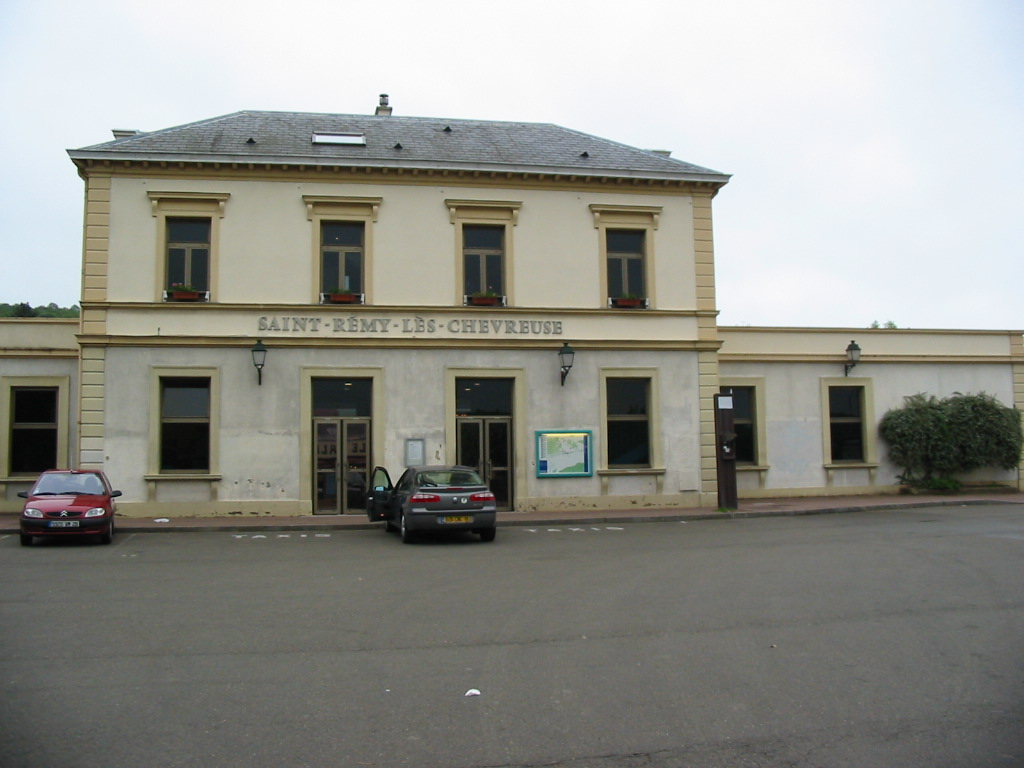
La gare de Saint-Rémy-lès-Chevreuse, mettant en évidence l'emploi de la préposition « lès ».

En français, la préposition « lès » signifie « près de ». D'usage vieilli, elle n'est guère plus rencontrée que dans les toponymes, plus particulièrement ceux de localités.

## Description
La préposition « lès » permet de signifier la proximité d'un lieu géographique par rapport à un autre lieu. En règle générale, il s'agit d'une localité qui tient à se situer par rapport à une ville voisine plus grande. Par exemple, la commune française de Murviel-lès-Montpellier indique qu'elle se situe près de Montpellier.
Étymologiquement, « lès » provient du bas latin latus, « à côté de », emploi prépositionnel du substantif latin classique latus, « côté ». Le génitif du substantif est lateris. On retrouve cette racine latine dans équilatéral par exemple ou l'adjectif latéral : un vent latéral est un vent "de côté".
D'autres langues d'oïl contemporaines ont conservé cette préposition à l'instar du wallon avec dilé (près de) et adlé (auprès de).

## Variantes
Le terme « lez » est une variante graphique de ce terme. On rencontre également des cas où l'accent grave a disparu : « les ».
Une construction toponymique identique est parfois effectuée avec un terme plus moderne, comme Vals-près-le-Puy (la ville du Puy-en-Velay est proche de cette commune). 
Le second vers d’un quatrain célèbre de François Villon mentionne par ailleurs « Paris emprès Pontoise », inversant la hiérarchie habituelle de façon humoristique.
On utilise aussi la préposition de pour marquer la proximité : Châteauneuf-d’Entraunes, près d’Entraunes ; Saint-Paul-de-Vence, près de Vence ; Touët-de-l’Escarène, près de L’Escarène. Parfois, la simple juxtaposition suffit : Châteauneuf-Grasse, près de Grasse.

## Exemples

### Lès
En France, en 2007, le code officiel géographique de l'INSEE mentionne 560 communes dont le nom comporte la préposition « lès ». Parmi celles-ci, on peut par exemple citer les communes suivantes de la Côte-d'Or :
- Asnières-lès-Dijon, près de Dijon
- Fontaine-lès-Dijon, près de Dijon
- Hauteville-lès-Dijon, près de Dijon

### Lez
L’orthographe « lez » se retrouve dans 25 communes françaises dont 16 du seul département du Nord :
- Aulnoy-lez-Valenciennes (Nord)
- Hallennes-lez-Haubourdin (Nord)
- La Queue-lez-Yvelines (Yvelines)
- Lambres-lez-Douai (Nord)
- Marquette-lez-Lille (Nord)
- Nissan-lez-Enserune (Hérault)
- Saint-Hilaire-lez-Cambrai (Nord)

La graphie « lez » se retrouve aussi dans quelques lieux belges :
- Province de Hainaut : Boussu-lez-Walcourt, Chapelle-lez-Herlaimont (commune), Croix-lez-Rouveroy, Ellignies-lez-Frasnes, Fayt-lez-Manage, Frasnes-lez-Anvaing (commune), Frasnes-lez-Buissenal, Frasnes-lez-Gosselies, Gouy-lez-Piéton, Marche-lez-Écaussinnes, Mévergnies-lez-Lens, Montignies-lez-Lens, Péronnes-lez-Antoing, Péronnes-lez-Binche, Petit-Rœulx-lez-Braine, Petit-Rœulx-lez-Nivelles.
- Province de Liège : Mons-lez-Liège, Voroux-lez-Liers
- Province de Luxembourg : Vaux-lez-Rosières
- Province de Namur : Frasnes-lez-Couvin
- Province du Brabant wallon : Sart-lez-Walhain

### Les
Certaines communes françaises utilisent la préposition, mais sans l'accent (liste non exhaustive) :
- Avesnes-les-Aubert
- Châteauneuf-les-Martigues
- Chorey-les-Beaune
- Villars-les-Dombes

D'autre part, la présence du mot « les » dans le nom d'une commune n'indique pas nécessairement la proximité par rapport à une autre commune. Par exemple, le nom de Clairvaux-les-Lacs, où « les » est l'article et non la préposition, indique qu'il y a plusieurs lacs à Clairvaux (en fait : deux). De la même façon, « les-Bains » (comme dans Niederbronn-les-Bains) indique la présence d'une source thermale dans la commune.
Izel-les-Hameaux est devenue Izel-lès-Hameau en 2009.

## Autres langues
En allemand, on utilise la préposition « bei » (« chez »), comme Bernau bei Berlin près de Berlin et Altdorf bei Nürnberg près de Nürnberg (Nuremberg).
En néerlandais, en Belgique on trouve la préposition « bij » (« chez »), comme Kerkom-bij-Sint-Truiden près de Sint-Truiden (Saint-Trond), Niel-bij-As près de As et Sint-Gillis-bij-Dendermonde près de Dendermonde (Termonde).
En tchèque, la préposition « u » (« près de », ou « chez ») est utilisée de façon similaire. Par exemple, on la trouve dans le nom de Slavkov u Brna, commune située en République tchèque et connue pour être le site de la bataille d'Austerlitz : Brna est le génitif (voulu par la préposition) de Brno, la grande ville voisine.